# Kinh tế nhà Tây Sơn
Kinh tế Đại Việt thời Tây Sơn phản ánh những vấn đề liên quan tới hoạt động kinh tế nước Đại Việt vào thời nhà Tây Sơn (1778-1802) trong lịch sử Việt Nam, trong lãnh thổ do triều đại này quản lý (kinh tế vùng đất do nhà Hậu Lê quản lý từ năm 1789 trở về trước được phản ánh trong các bài viết về kinh tế Đàng Ngoài, kinh tế vùng Nam Bộ do Nguyễn Ánh quản lý từ 1788 trở về sau được phản ánh trong bài Gia Long, phần Ổn định Nam Hà).
Trong những năm đầu, do hoàn cảnh chiến tranh, phải đối phó với các chính quyền khác và lãnh thổ còn bị chia cắt, nhà Tây Sơn chưa có nhiều chính sách và việc thực thi cụ thể đối với phát triển kinh tế. Chính sách phát triển kinh tế của nhà Tây Sơn chỉ thực sự bắt đầu sau khi Quang Trung đánh bại quân Thanh và chính thức thay thế nhà Lê ở Bắc Bộ. Thăng Long không còn là kinh đô nhưng vẫn đóng vai trò trung tâm kinh tế.

## Thương mại
Nhà Tây Sơn có chủ trương thông thương, mở rộng quan hệ buôn bán với nước ngoài từ khá sớm. Năm 1777, khi chính quyền Tây Sơn làm chủ hầu hết khu vực Đàng Trong, Nguyễn Nhạc đã tạo điều kiện cho các thương gia người Anh buôn bán trong vùng đất mà ông quản lý. Thể theo nguyện vọng của thương nhân Anh, Nguyễn Nhạc cho họ buôn bán cả vụ, chỉ cần trả một khoản thuế nhất định.
Ngoài Bắc, trung tâm buôn bán là Thăng Long, phía nam là kinh đô Phú Xuân. Phú Xuân trở thành nơi nhiều người dân đến tụ họp buôn bán, sầm uất hơn những nơi khác trong nước. Do chính sách cởi mở của Nguyễn Nhạc, nền kinh tế hàng hóa được kích thích phát triển, thương nhân các nước đến kinh doanh dễ dàng.
Sau ngày lên ngôi hoàng đế và quản lý cả khu vực Bắc Bộ, Quang Trung cũng bãi bỏ chính sách ức thương mà chính quyền Lê-Trịnh trước đây áp dụng để tạo điều kiện cho hàng hóa lưu thông, thúc đẩy sản xuất phát triển. Đối tác lớn nhất khi đó vẫn như truyến thống là Trung Quốc.
Cuối năm 1789, Quang Trung đã viết thư sang đề nghị Càn Long cho mở cửa ải giữa Việt Nam và Trung Quốc để tiện cho việc đi lại buôn bán giữa nhân dân hai bên, cụ thể là mở chợ Bình Thủy ở trấn Cao Bằng, cửa ải Du Thôn ở Lạng Sơn. Ngoài ra, Quang Trung còn đề nghị rút miễn thuế buôn và lập nha hàng ở phủ Nam Ninh (Quảng Tây). Những đề nghị của Quang Trung được Càn Long chấp thuận. Do đó, quan hệ giao thương giữa Trung Quốc và Việt Nam được khôi phục và phát triển mạnh mẽ.

## Nông nghiệp
Sau cuộc chiến chống quân Thanh, nhiều vùng trong cả nước rất khó khăn sau nhiều năm chiến tranh. Những vùng như Thanh Hóa, Nghệ An bị mất mùa, dân bị đói kém, ruộng đất bị bỏ hoang nhiều nơi.
Quang Trung ban hành "Chiếu khuyến nông" kêu gọi nhân dân lưu tán trở về quê hương khai khẩn ruộng nương, sản xuất nông nghiệp để ổn định cuộc sống. Ông giao cho các quan lại địa phương trình được sổ điền hộ, kê khai số đinh, số ruộng hiện có và số ruộng hoang mới khai khẩn để triều đình quy định ngạch thuế. Sau đó phát cho mỗi người một tấm thẻ bài gọi là "thiên hạ đại tín" ghi họ tên, quê quán và điểm chỉ để quản lý nhân khẩu, kê đủ số đinh hiện có để phục vụ sản xuất và quân sự.
Cùng việc lập sổ đinh, Quang Trung ra lệnh lập lại sổ ruộng. Ruộng được chia làm 3 hạng: nhất đẳng điền, nhị đẳng điền và tam đẳng điền; trên cơ sở đó triều đình có mức thu cụ thể. Ngoài thuế và tiền thật vật, làm kho, nông dân không phải nộp thêm khoản tiền nào khác. Chính sách đơn giản này góp phần làm giảm gánh nặng đóng góp cho nhân dân, khiến đời sống dễ chịu hơn..
Ngoài ra, triều đình còn ban lệnh các địa phương phải đảm bảo giải quyết hết diện tích ruộng đất bỏ hoang, nếu hết thời hạn vẫn bỏ hoang không khai khẩn thì ruộng công sẽ chiếu theo ngạch thuế thu gấp đôi, nếu là ruộng tư thì thu thành ruộng công.
Nhờ chính sách này, sản xuất nông nghiệp bước đầu được khôi phục. Đến vụ mùa năm 1791, mùa màng thu hoạch tốt, một nửa số địa phương trong nước khôi phục được cảnh như thời thái bình trước đây.
Tuy nhiên, chính sách "khuyến nông" của Quang Trung vẫn chưa giải quyết được toàn bộ vấn đề ruộng đất cuối thế kỷ 18, vì chưa đụng đến quyền sở hữu ruộng đất của giải cấp địa chủ, chỉ tịch thu ruộng đất tư bỏ hoang quá hạn và ruộng đất của những phần tử chống đối. Nhưng xét trong bối cảnh đương thời, việc chia ruộng đất công cho dân có điều kiện sản xuất, chấm dứt tình trạng phân tán đã mang ý nghĩa tích cực nhất định và hiệu quả nhất định.

## Thủ công nghiệp
Sử sách ghi lại không nhiều về thành tựu thủ công nghiệp thời Tây Sơn. Sau ngày đánh bại quân Thanh, Quang Trung chú trọng mở các xưởng đúc tiền, đúc vũ khí, đóng thuyền chiến, sản xuất những mặt hàng thiết yếu phục vụ nhu cầu của nhà nước. Những xưởng đóng thuyền chiến phục vụ chiến tranh thời Quang Trung đã đóng được thuyền lớn có thể chở được voi.
Sản xuất thủ công nghiệp trong nhân dân được hồi phục khá nhanh, làm thay đổi bộ mặt xã hội. Làng gốm Bát Tràng tiếp tục là trung tâm sản xuất và tiêu thụ hàng gốm sứ, trở lại với nhịp độ tấp nập như trước. Nhiều làng thủ công như nghề nuôi tằm, dệt vải, nung vôi, dệt gấm, làm giấy... cũng trở lại không khí sản xuất sau thời kỳ hoang tàn cuối thời Lê-Trịnh.

## Tiền tệ
Các vua nhà Tây Sơn chủ yếu đúc tiền bằng đồng. Tiền kẽm chiếm tỷ lệ thấp, chủ yếu là tiền của vua Thái Đức trong thời gian đầu, khi Tây Sơn chưa kiểm soát được miền Bắc vì vùng Thuận Hóa – Quảng Nam không có mỏ đồng. Nhà Tây Sơn phải thu các đồng tiền bằng đồng của nhà Hậu Lê làm nguyên liệu đúc ra tiền mới, mỏng nhẹ dễ lưu thông, với số lượng lớn.
Vua Cảnh Thịnh có đúc những đồng tiền cỡ lớn như tiền Cảnh Hưng nhà Hậu Lê, nhưng ngày nay không có sử liệu nào ghi chép tỷ giá giữa tiền nhỏ và tiền lớn ra sao.
Ở ngay những miền biên viễn như Móng Cái (Quảng Ninh) hay ở hải đảo xa như Vân Hải, tiền Quang Trung và Cảnh Thịnh cũng được phân bố nhiều và là hiện vật khảo cổ phong phú nhất, dễ kiếm nhất. Các sử gia cho rằng điều đó phản ánh chính sách kinh tế của nhà Tây Sơn, luôn đẩy mạnh việc xây dựng nền kinh tế độc lập và giàu mạnh.
Ngoài những đồng tiền thông thường như các triều đại khác có mặt trước đề niên hiệu vua (kèm theo chữ thông bảo/đại bảo), mặt sau để trống, như Thái Đức thông bảo, Quang Trung thông bảo, Quang Trung đại bảo, Cảnh Thịnh thông bảo, Cảnh Thịnh đại bảo và Bảo Hưng thông bảo, nhà Tây Sơn còn có một số đồng tiền khác lạ được giới khảo cổ ghi nhận:
1. Quang Trung thông bảo 2 mặt giống nhau[12].
2. Mặt trước Quang Trung thông bảo, mặt kia là Quang Trung đại bảo[12].
3. Cảnh Thịnh thông bảo 2 mặt giống nhau[12].
4. Một mặt Cảnh Thịnh thông bảo mặt kia Quang Trung thông bảo[12].
5. Tiền Quang Trung thông bảo – mặt lưng có hai chữ An Nam. Đây là loại tiền dùng trong ngoại giao của nhà Tây Sơn. Vua Quang Trung dùng tiền này đưa kèm sang cùng đồ triều cống cho Càn Long trong lần sai sứ sang cầu phong[13].